# Thomas Jordan
Thomas Edward Jordan (nacido el 23 de mayo de 1968 en Baltimore, Maryland) es un exjugador de baloncesto estadounidense. Con 2,08 de estatura, su puesto natural en la cancha era el de pívot.

## Trayectoria

### Clubes
| Club                        | País           | Año         |
| --------------------------- | -------------- | ----------- |
| Eczacıbaşı Basketbol        | Turquía        | 1989        |
| Atenas                      | Argentina      | 1990        |
| Deportivo San Andrés        | Argentina      | 1990        |
| AEK                         | Grecia         | 1990 - 1992 |
| BFI Granollers              | España         | 1992 - 1993 |
| Philadelphia 76ers          | Estados Unidos | 1993        |
| Gigantes de Carolina        | Puerto Rico    | 1993        |
| Recoaro Milan               | Italia         | 1993        |
| Banco Natwest Zaragoza      | España         | 1993 - 1994 |
| Tiburones de Aguadilla      | Puerto Rico    | 1994        |
| Pagrati Atenas              | Grecia         | 1994 - 1995 |
| Tiburones de Aguadilla      | Puerto Rico    | 1995        |
| Ülkerspor                   | Turquía        | 1995 - 1996 |
| Tiburones de Aguadilla      | Puerto Rico    | 1996        |
| Atenas                      | Argentina      | 1996 - 1997 |
| Taugrés Vitoria             | España         | 1997        |
| Tiburones de Aguadilla      | Puerto Rico    | 1997        |
| Caja Cantabria              | España         | 1997 - 1998 |
| Cangrejeros de Santurce     | Puerto Rico    | 1998        |
| Select Avellino             | Italia         | 1998        |
| Libertad                    | Argentina      | 1998 - 1999 |
| Cocodrilos de Caracas       | Venezuela      | 1999        |
| Brooklyn Kings              | Estados Unidos | 1999        |
| Mets de Guaynabo            | Puerto Rico    | 1999        |
| Fórum Filatélico            | España         | 1999 - 2000 |
| Gimnasia y Esgrima La Plata | Argentina      | 2000        |
| Skonto Riga                 | Letonia        | 2000 - 2002 |